# Dennis Sigalos
Dennis Sigalos, właśc. Arthur Dennis Sigalos (ur. 16 sierpnia 1959 w Garden Grove) – amerykański żużlowiec.

## Życiorys
Brązowy medalista indywidualnych mistrzostw świata juniorów (Pocking 1980). Dwukrotny finalista indywidualnych mistrzostw świata (Los Angeles 1982 – brązowy medal, Norden 1983 – VIII miejsce). Dwukrotny finalista mistrzostw świata par (Liverpool 1982 – złoty medal, Göteborg 1983 – IV miejsce). Dwukrotny medalista drużynowych mistrzostw świata (Wrocław 1980 – srebrny medal, Vojens 1983 – brązowy medal). Zwycięzca turnieju o "Zlatą Přilbę (Pardubice 1983).
W brytyjskiej lidze żużlowej reprezentował kluby: Hull Vikings (1979–1980), Ipswich Witches (1981–1983, 1985) oraz Wolverhampton Wolves (1984).

## Przynależność klubowa
Wielka Brytania
- Hull Vikings (1979–1980)
- Ipswich Witches (1981–1983)
- Wolverhampton Wolves (1984)
- Ipswich Witches (1985)